# Корнилов, Пётр Васильевич
Пётр Васильевич Корнилов (29 мая 1904, Байдики, Тульская губерния — 5 июля 1981, Магнитогорск, Челябинская область) — советский государственный и политический деятель.

## Биография
Родился в 1904 году в Байдиках Каширского уезда (ныне — в Ясногорском районе Тульской области). Член ВКП(б).
С 1936 года — на общественной и политической работе. В 1936—1949 гг. — мастер прокатного дела, начальник блюминга № 3 Златоустовского металлургического завода, первый секретарь Златоустовского, Магнитогорского горкомов ВКП(б), секретарь Челябинского обкома партии, заместитель председателя Челябинского облисполкома, участник Великой Отечественной войны, на инженерных должностях Магнитогорского металлургического комбината, председатель исполкома Магнитогорского городского совета депутатов трудящихся.
Избирался депутатом Верховного Совета РСФСР 1-го созыва.
Умер в 1981 году в Магнитогорске. Похоронен на Левобережном кладбище.